# 友部達夫
友部 達夫（ともべ たつお、1928年12月5日 - 2012年1月28日）は、日本の政治家、実業家。元参議院議員（1期）。

## 人物

### 来歴
東京府（現：東京都）生まれ。旧制麻布中学を経て、1945年、海軍兵学校に予科第78期生として入学、敗戦により退校。東京都立大学人文学部卒業後、生命保険会社へ入社。社会保険労務士資格を生かし1980年、日本中高年連盟を呼称し年金などの無料電話相談サービス開始。
1983年、日本中高年連盟を母体とし弟の友部正夫らとともに年金党を結成、衆院選に1回、参院選に4回立候補するも全て落選。
1995年、第17回参議院議員通常選挙で新進党へ参加、比例区より立候補し当選。
しかし、自身が設立し理事長を務めるオレンジ共済組合が出資の受入れ、預り金及び金利等の取締りに関する法律（出資法）違反容疑で捜索を受け同年12月倒産（オレンジ共済組合事件）。この事件で、出資金の選挙費用、新進党議員への政界工作費、借金返済など私的流用が明らかになる。

### 逮捕
1997年1月29日、参議院で逮捕許諾請求が可決され逮捕、同時にオレンジ共済組合の理事、妻と次男も逮捕。以降、東京拘置所での勾留が継続したため、登院が不可能となった。同年4月4日、参議院で辞職勧告決議が可決するも、友部は議員辞職を拒否。国会議員に対する議員辞職勧告決議の採択は日本国憲法下では初めてである。
2001年5月29日、最高裁で懲役10年の実刑確定。任期切れ直前の同年6月7日に実刑確定により公職選挙法第11条と国会法第109条の規定で国会議員を失職した。実刑確定による国会議員失職は1961年の福田繁芳以来40年ぶり。友部の失職により金石清禅が繰り上げ当選する。
失職までの約4年間、不登院の状態で国会議員に在職し合計1億6000万円近い歳費を受給したが、大半は被害者らが差し押さえた。国会議員が事実上登院できない状況下で長期間在職した例としては、他には辻政信参議院議員（1961年4月失踪・1965年6月議員任期満了）がいる。友部によるオレンジ共済組合事件は同年12月の新進党解党の引き金となった。
静岡刑務所に服役し、2008年に出所した後は自宅で隠遁生活を送っていた。
2012年1月28日、自宅のトイレの便座に座ったままで意識を失っているところを妻に発見され、搬送先の病院で心不全のため死去。83歳没。